# Spathiurus
Spathiurus is een geslacht van uitgestorven straalvinnige beenvissen dat leefde tijdens het Cenomanien in de Sannine-formatie van Libanon.

## Naamgeving
Perfecte visfossielen uit de bergen van Libanon werden al gemeld door Herodotos en in 1248 door kruisvaarders. In de achttiende eeuw werd gepoogd ze te verklaren door het bestaan van onderaardse vissen aan te nemen.
In 1887 werd de typesoort Spathiurus dorsalis benoemd door James W. Davis. De geslachtsnaam is afgeleid van het Grieks spathè, 'peddel', en oura, 'staart'. De soortaanduiding verwijst naar de opvallende rugvin.
Het holotype is  NHMUK P4867, een staart van ruim twintig centimeter lang. Het plesiotype is 26247/2 A en B. In 2020 werd specimen 26247/1 beschreven, een compleet skelet met een lengte van 313 millimeter. Alle specimina komen uit de vindplaats bij Hagel.
De soort Amphilaphurus major wordt momenteel beschouwd als een jonger synoniem van Spathiurus dorsalis.

## Beschrijving
Spathiurus toont een unieke combinatie van kenmerken. Er zijn drie tot vier supraorbitalia boven de oogkas. De wervelkolom telt achtenveertig tot negenenveertig wervels. Er zijn vierentwintig tot vijfentwintig rompwervels, veertien staartwervels en tien wervels in de staartvin. Er zijn tweeëntwintig tot drieëntwintig supraneuralia. De borstvinnen hebben achttien hoofdstralen. De bekkenvin heeft zeven hoofdstralen. De rugvin heeft negenendertig hoofdstralen en eenenveertig pterygioforen. De aarsvin heeft tien tot elf hoofdstralen. De staartvin heeft achtentwintig hoofdstralen en negen epaxiale naar voren lopende staartstralen. Er zijn zes urodermalia, zes epuralia en zes hypuralia zonder graten. De schubben zijn amioïde.

## Fylogenie
Spathiurus werd in 2020 geplaatst als lid van de familie Ionoscopidae omdat het de diagnostische kenmerken van de groep vertoont, waardoor het het eerste lid van die familie is dat bekend is uit het Laat-Krijt en het Midden-Oosten. Er wordt aangenomen dat het een zustertaxon is van Ionoscopus petrarojae; beide zijn meer afgeleid dan Ionoscopus cyprinoides, die waarschijnlijk tot een ander apart geslacht behoort.